# Druivenkoers 1977
La Druivenkoers 1977, diciassettesima edizione della corsa, si svolse il 23 agosto 1977 su un percorso di 152 km, con partenza e arrivo a Overijse. Fu vinta dal belga Frans Verbeeck della Ijsboerke-Colnago davanti al suo connazionale Jacques Martin e all'italiano Enrico Paolini.

## Ordine d'arrivo (Top 10)
| Pos. | Corridore      | Squadra           | Tempo    |
| ---- | -------------- | ----------------- | -------- |
| 1    | Frans Verbeeck | Ijsboerke-Colnago | 4h27'00" |
| 2    | Jacques Martin | Fiat France       |          |
| 3    | Enrico Paolini | Scic              |          |